# Sipyloidea stigmata
Sipyloidea stigmata är en insektsart som beskrevs av Ludwig Redtenbacher 1908. Sipyloidea stigmata ingår i släktet Sipyloidea och familjen Diapheromeridae. Inga underarter finns listade i Catalogue of Life.